# برنقوس كلخي
البرنقوس الكلخي (باللاتينية: Prangos ferulacea) نوع نباتي ينتمي إلى جنس البرنقوس من الفصيلة الخيمية. سمي نسبة إلى جنس الكلخ.

## الموئل والانتشار
موطن هذا النوع بلاد الشام وتركيا والقوقاز والبلقان وإيطاليا.

## مرادفات للاسم العلمي
- (باللاتينية: Cachrys alata Hoffm.)
- (باللاتينية: Cachrys alata M. Bieb.)
- (باللاتينية: Cachrys ferulacea (L.) Calest.)
- (باللاتينية: Cachrys goniocarpa Boiss.)
- (باللاتينية: Cachrys prangoides Boiss.)
- (باللاتينية: Laserpitium ferulaceum L.)
- (باللاتينية: Prangos alata Grossh.)
- (باللاتينية: Prangos biebersteinii Karjagin)
- (باللاتينية: Prangos carinata Griseb. ex Grecescu)